# Alamo Square (San Francisco)

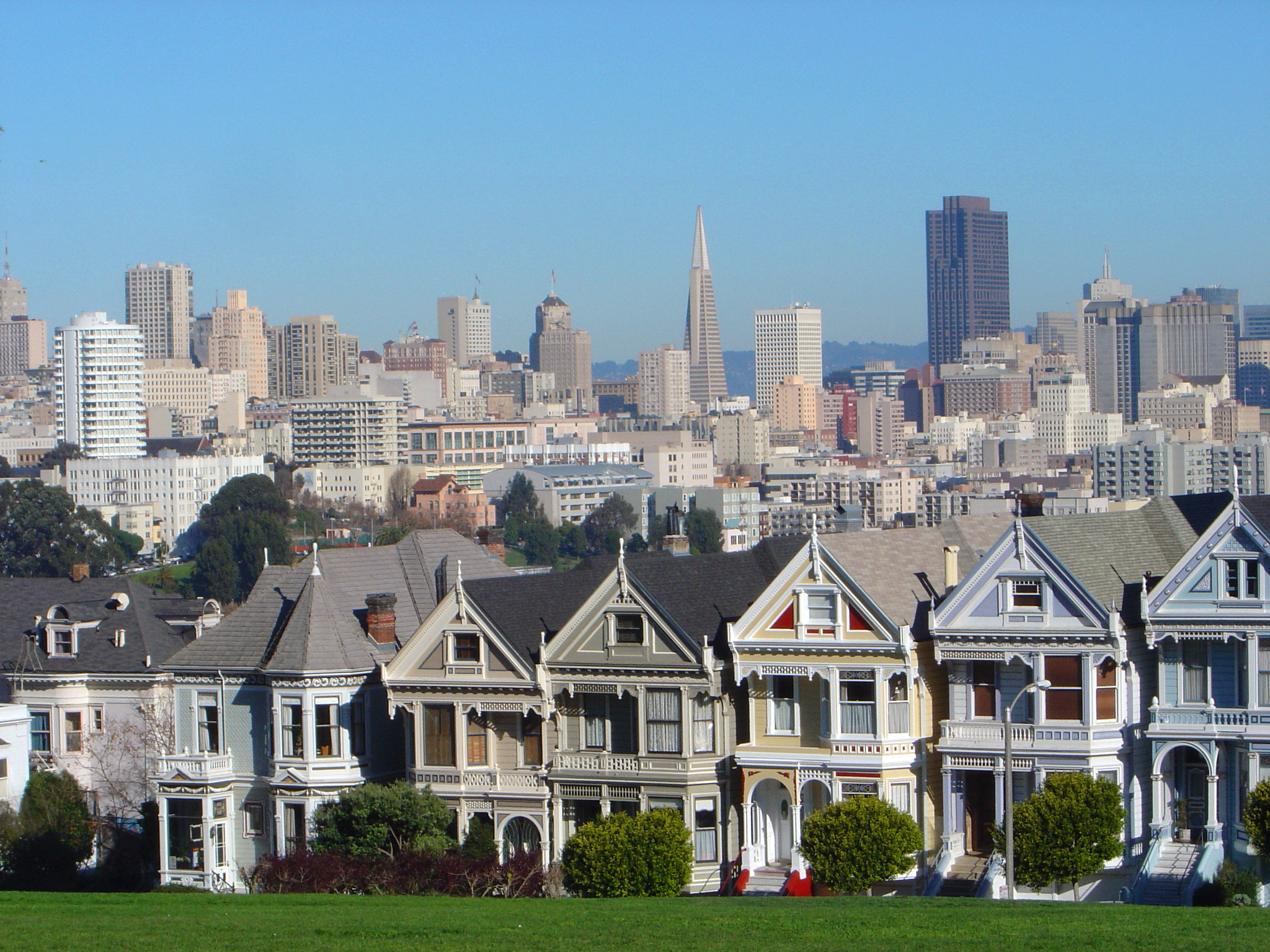
Imagen del barrio de Alamo Square desde el parque. Al fondo puede distinguirse la Pirámide Transamérica.

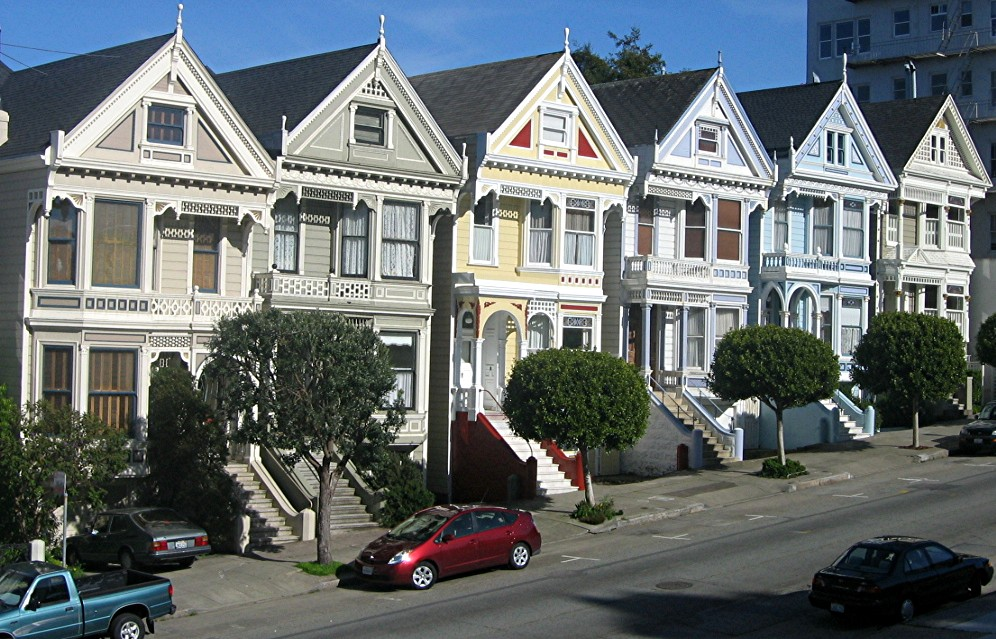
Las famosas "Painted Ladies" de Alamo Square.

Alamo Square es un barrio residencial y parque de San Francisco, California. En 2008 el barrio contaba con 5.617 habitantes.

## Localización
Alamo Square está situado en Western Addition, una zona del quinto distrito de supervisión de la ciudad de San Francisco. El barrio está conectado con las líneas 5, 21, 22 y 24 del servicio del MUNI bus. El parque de Alamo Square se sitúa en la cima de una colina y cuenta con vistas en las que se puede divisar la mayor parte de la ciudad, con un importante número de mansiones arquitectónicamente distintivas a lo largo de su perímetro. Limita con Hayes Street al sur, Fulton Street al norte, Scott Street al oeste y Steiner Street al este.

## Atracciones y características

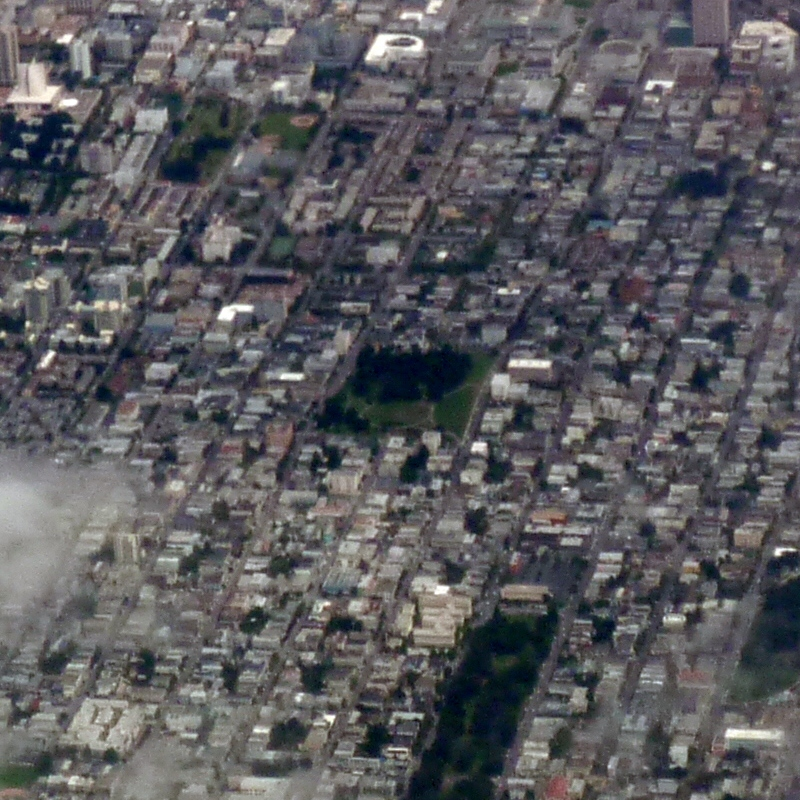
Vista aérea de Alamo Square

La zona de Western Addition que rodea el parque es, a menudo, conocida como el barrio de Alamo Square. Sus límites no están bien definidos, pero normalmente se han considerado como Webster Street al este, Golden Gate Avenue al norte, Divisadero Street al oeste y Oak Street al sur. Es muy característica su arquitectura victoriana que se ha mantenido prácticamente intacta de los proyectos de renovación urbanísticos de Western Addition. Alamo Square contiene la segunda mayor concentración de grandes casas en San Francisco después del barrio de Pacific Heights.
El parque incluye un patio y una cancha de tenis. En un día despejado pueden verse la Pirámide Transamérica, el puente Golden Gate y el puente de la Bahía. El Ayuntamiento de San Francisco se puede ver desde Fulton Street.
Una de las atracciones de la ciudad de San Francisco y del barrio de Alamo Square son las "Painted Ladies", una serie de casas de estilo victoriano situadas frente al parque, en Steiner Street. Se han filmado varias películas, programas de televisión, series y anuncios en la zona de Alamo Square. La secuencia que sirve de introducción en la serie Full House incluye imágenes del parque de Alamo Square y las famosas filas de casas victorianas de fondo.